# Distretto di Sudbury
Il distretto di Sudbury è un distretto dell'Ontario in Canada, nella regione dell'Ontario nordorientale. Al 2006 contava una popolazione di 21.392 abitanti. Il suo capoluogo è Espanola.